# 96193 Edmonton
96193 Edmonton este un asteroid din centura principală de asteroizi.

## Descriere
96193 Edmonton este un asteroid din centura principală de asteroizi. A fost descoperit pe 6 octombrie 1991 la Observatorul Palomar de Andrew Lowe. Asteroidul prezintă o orbită caracterizată de o semiaxă mare de 2,57 ua, o excentricitate de 0,15 și o înclinație de 4,7° în raport cu ecliptica.